# Appel du 18 joint
Cet article possède un paronyme, voir Appel du 18 Juin.
L'Appel du 18 joint est initialement un manifeste appelant à la légalisation du cannabis en France, publié le 18 juin 1976 dans le quotidien Libération à l'initiative de Frédéric Joignot, chef des pages culture.
En 1993, le Collectif d'information et de recherche cannabique (CIRC) ressort le texte de l'appel pour en faire une pétition ; depuis, il organise annuellement des rassemblements, le 18 juin, pour interpeller l'opinion publique et relancer le débat sur la prohibition du cannabis.

## L'appel du 18 joint de 1976

### Contenu de l'appel original
Son nom est un jeu de mots entre l'appel du 18 juin et le mot « joint » désignant usuellement les cigarettes de cannabis.
Le texte commençait ainsi : « Cigarettes, pastis, aspirine, café, gros rouge, calmants font partie de notre vie quotidienne. En revanche, un simple « joint » de cannabis peut vous conduire en prison ou chez un psychiatre ». Le manifeste demandait « la dépénalisation totale du cannabis, de son usage, sa possession, sa culture (autoproduction) ou son introduction sur le territoire français en quantité de consommation courante ». Le texte précise clairement qu'il n'appelle pas à la consommation, mais à la fin d'une politique qui nie le sujet. Les signataires demandaient alors la mise en place d'une législation identique à celle des Pays-Bas qui tolèrent la vente et la consommation de cannabis depuis 1976. De nombreuses personnalités du monde du spectacle, des intellectuels ou des médecins ont signé ce texte[réf. nécessaire].

### Liste non exhaustive des signataires de 1976
Parmi les signataires de l'appel, on trouve les noms de : Jean Jacques Abrahams, Bernard Kouchner, Henri Leclerc, Gilles Deleuze, Philippe Sollers, Bernadette Lafont, Bertrand Tavernier, Isabelle Huppert, Philippe Druillet, Jean-François Bizot, Les Cahiers du cinéma, André Glucksmann, Gotlib, Jean-Pierre Kalfon, Léon Mercadet, Philippe Val, Christiane Rochefort, Félix Guattari, Edgar Morin, Maxime Le Forestier, Valérie Lagrange, Romain Bouteille, Pierre Barouh, Yvan Dautin, Zouzou, Roland Topor, Bulle Ogier, Colette Magny, Marjorie Alessandrini, Pierre Bourgeade, François Béranger, Jacques Baratier, Jacques-Laurent Bost, Jeannette Colombel, Jean Chesneaux, Copi, Pierre Clémenti, Jean Carpentier, Louis-Jean Calvet, Charles Duits, Marc Dachy, Gérard Fromanger, Patrick Font, Philippe Fourastié, Alain Geismar, Gébé, Gir, Jean-Francis Held, Dominique Issermann, Alain Jaubert, Benoît Jacquot, Alain Kan, Jean-Marc Lévy-Leblond, Jean-François Lyotard, François de Negroni, Mandryka, Marc'O, Nicole Muchnik, Gilles Nicoulaud, Richard Pinhas, Severo Sarduy, Jérôme Savary, Patrice Van Eersel, Joan-Pau Verdier et François Châtelet.

## À partir de 1993, le 18 Joint militant

### Rassemblement du 18 Joint
Le CIRC, une association créée en 1991, a repris l'idée en 1993, en organisant tous les 18 juin un rendez-vous à Paris et à Lyon pour revendiquer la légalisation du cannabis. À l'origine de cette initiative, les éditions du Lézard, apparues fin 1992, avaient suscité, pour ce 18 juin, ce qui s'est appelé Première journée internationale du cannabis, rassemblant sur la scène du Trianon des militants cannabiques d'Europe et d'Amérique, d'Espagne, de Suisse, d'Italie, d'Allemagne, de Belgique, des Pays-Bas, de Grande-Bretagne, des États-Unis (avec plusieurs délégations dont celle de NORML-Californie qui obtiendra en 1996 le premier triomphe électoral cannabique avec la proposition 215 pour l'usage "compassionnel" du cannabis, légalisant le cannabis médical en Californie). Parmi les personnalités invitées, Thomas Szasz, John Marks, Jack Herer, Michka, Francis Caballero, Jean-Pierre Galland, Daniel Bensaïd, Jean-Luc Bennahmias. Les organisateurs comptabiliseront 5000 entrées dans la journée, en dépit d'une faible médiatisation de l'événement. (Le 18 juin 1994, se tiendra salle Victoria, au Châtelet, une deuxième Journée internationale du cannabis, consacrée au cannabis thérapeutique, avec la participation de Lester Grinspoon et Léon Schwartzenberg, entre autres.)
"Ce croisement d’expériences et de connaissances boostera le mouvement cannabique dans beaucoup de pays, et pour longtemps. En Espagne surtout, mais aussi en Allemagne, en Suisse, et même aux Pays-Bas et en Californie, les militants reviendront gonflés à bloc, heureux d’avoir découvert qu’ils n’étaient pas seuls. Ainsi, en France, le mouvement cannabique prendra son envol ce jour-là, et, à Paris, depuis 27 ans, tous les ans, « le 18 juin à 18 heures à la Villette », les fumeurs et ceux qui veulent changer la loi se retrouvent, pour débattre sur l’herbe. Le temps passe et le rendez-vous de la Villette est devenu une sorte de tradition locale." 
À partir des années 2010, les rassemblements se multiplient en province (Toulouse, Tours, Saint-Denis de La Réunion, Lille, etc.),.
Outre l'aspect festif et convivial des rassemblements, le 18 joint est une des rares occasions de débattre publiquement des drogues. Ainsi, de nombreuses[Combien ?] personnalités se joignent occasionnellement au rendez-vous du 18 joint, dont certains représentants politiques[Lesquels ?].

#### Rassemblements le18 juin 2013
En 2013, des rassemblements ont eu lieu dans différentes villes de France pour l'appel du 18 joint :
- Paris - Grande pelouse du parc de la Villette, à 18 h ;
- Lyon - Grande prairie, parc Henry-Chabert (Lyon 7e), à 18 h ;
- Toulouse - parc Compans, à 18 h ;
- Lille - parc Matisse, à 18 h ;
- La Roche-sur-Yon - place de la Préfecture, 18 h ;
- Papeete (Tahiti) - parc Bougainville, à 16 h ;
- Saint-Leu (La Réunion) - La Falaise, de 16 à 21 h ;
- Brive-la-Gaillarde - place de La Guierle, à 18 h.

### Pétition
Une pétition reprenant en partie l'appel original, mais incluant des paramètres nouveaux comme le cannabis médical, fut aussi lancée par le CIRC et recueillait dernièrement[Quand ?] plus de 19 000 signatures.

#### Liste de signataires de la pétition du CIRC
Act-Up, Jean-Pierre Andrevon, Frédéric Beigbeder, Jean-Luc Benhamias, Olivier Besancenot, Black Bomb A, Jean-Paul Bourre, Jean-Pierre Bouyxou, Burning Heads, Francis Caballero, Yves Cochet, Sergio Coronado (porte-parole des Verts), Chloë des Lysses, Benoît Delépine, Cécile Duflot, Alain Dugrand, Patrick Eudeline (écrivain et musicien), FA, Jean-Pierre Galland, JP Géné,Guizmo, High Tone, Kaophonic Tribu (musiciens), Siegfried Kessler, Jan Kounen, François Lagarde, Le Peuple de l'Herbe, Les Jeunes Verts, Alain Lipietz, Lofofora, Noël Mamère, Philippe Manœuvre, Léon Mercadet, Mouvement des jeunes socialistes, Mathilde Monnier, Pierre Ouin, Kiki Picasso, Télé Plaisance, Franck Pupunat, Radio libertaire, Jean-Luc Roméro, Michel Sitbon, Techno Plus, Francis Terquem, Jean Vasca, The Wailers, Karl Zéro.